# Argentina australiae
Argentina australiae és una espècie de peix pertanyent a la família dels argentínids.

## Descripció
- Pot arribar a fer 13 cm de llargària màxima.[6][7]

## Hàbitat
És un peix marí, bentopelàgic i de clima temperat (31°S-47°S) que viu entre 30 i 400 m de fondària a la plataforma i el talús continentals.

## Distribució geogràfica
Es troba al Pacífic sud-occidental: és un endemisme d'Austràlia (des d'Eucla a Austràlia Occidental fins a Smoky Cape a Nova Gal·les del Sud).

## Costums
És bentònic.

## Observacions
És inofensiu per als humans.